# Largentière
Largentière település Franciaországban, Ardèche megyében. Lakosainak száma 1496 fő (2022. január 1.). Largentière Chassiers, Montréal, Sanilhac, Tauriers, Uzer és Vinezac községekkel határos.

## Népesség
A település népességének változása:
| Lakosok száma | 2888 | 2520 | 1990 | 1834 | 1757 | 1724 | 1629 | 1587 | 1573 | 1496 |
|               | 1968 | 1982 | 1990 | 2006 | 2013 | 2015 | 2017 | 2019 | 2020 | 2022 |